# Uldurga
Die Uldurga (russisch Ульдурга́) ist ein rechter Nebenfluss der Nertscha in der Region Transbaikalien im Südosten Sibiriens. 
Die Uldurga entspringt im Daurischen Gebirge, einem Gebirgszug des Jablonowygebirges, östlich der Großstadt Tschita. Sie fließt überwiegend in Richtung Ostnordost und trifft nach 169 km auf die nach Süden fließende Nertscha. Bei Flusskilometer 74 nimmt sie bei der Siedlung Uldurga den linken Nebenfluss Kutscheger (Кучегер) auf. Die Uldurga entwässert ein Gebiet mit einer Fläche von 6010 km². Der Fluss ist üblicherweise zwischen Ende Oktober und Ende April eisbedeckt.
Der Mittellauf der Uldurga wird von der Regionalstraße 76K-182 Werschino-Darassunski – Werch-Ussugli mit der einzigen Brücke über den Fluss gekreuzt.